# Przełęcz Fersmana
Przełęcz Fersmana (ros. Перевал Ферсмана - Pieriewał Fersmana) – przełęcz w obwodzie murmańskim na wysokości 974 m n.p.m. Znajduje się w zachodniej części Chibin między Górą Fersmana i płaskowyzem Judyczwumczorr, łączy doliny Mieridionalnego ruczja (Potoku Południkowego) i rzeki Małej Biełoj (Małej Białej). Nazwana na cześć radzieckiego geochemika i badacza Chibin – Aleksandra Fersmana.

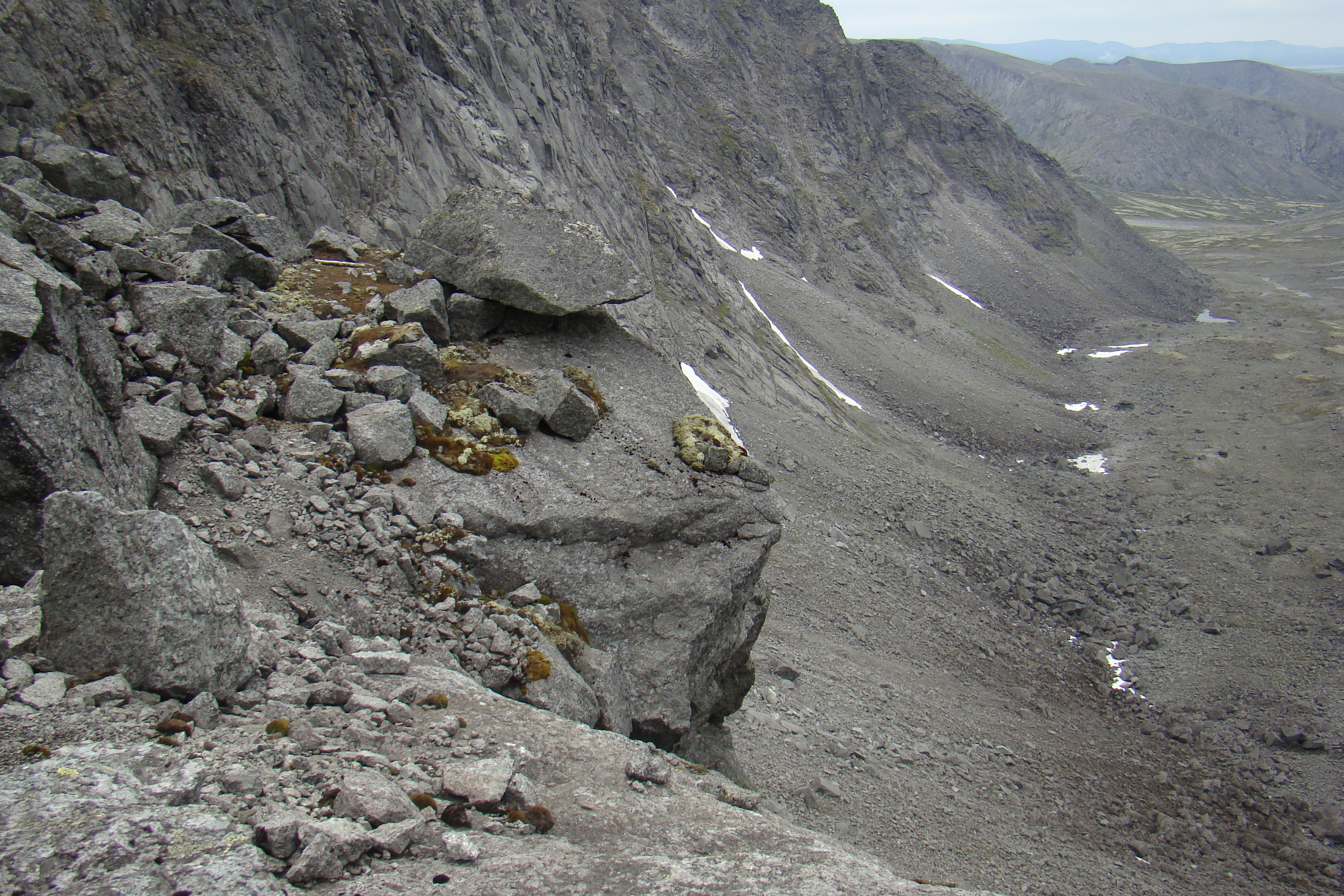
Widok ze skalnej ściany z północy